# 勇敢的心
是一部於1995年出品的美國電影，情节根据苏格兰民族英雄威廉·华莱士的事蹟改编，澳洲電影人梅尔·吉布森擔任该片的导演、主角和制片人。
《勇敢的心》在上映后獲得極大的成功，不僅贏得票房上的勝利，亦得到了眾多專業影評機構的廣泛讚譽，更加囊括了1996年度奥斯卡金像獎的“最佳影片”、“最佳导演”、“最佳摄影”、“最佳化妆”、“最佳音效剪輯”5项大奖。但影片中對於歷史的描繪多處嚴重失實，飽受批評。
由於《勇敢的心》的成功，在日後對於同類型的史詩戰爭片有不少的啟迪，包括《神鬼戰士》、《亞歷山大帝》、《特洛伊：木馬屠城》、《300壯士》等皆有受其影響。

## 劇情
十三世紀末，英格蘭國王「長腿愛德華」愛德華一世併吞蘇格蘭。長腿愛德華對蘇格蘭的暴政迫使一小群蘇格蘭人反抗，起義的後果導致年少的威廉·華勒斯失去了父親與哥哥。華勒斯在葬禮後，认叔叔為養父，並且隨叔叔離開了故鄉。
多年後，華勒斯成年回到了故鄉，此時的蘇格蘭仍處於長腿愛德華的殘酷統治下。華勒斯返鄉主要是希望能過平靜的日子，務農維生、組織家庭、生兒育女。華勒斯與青梅竹馬茉倫（Murron）發展戀情，並且為了逃避英王賜與蘇格蘭貴族享有女子初夜權的不平等待遇，在一日晚上與茉倫秘密成婚。隔日，茉倫因英軍士兵欲行奸污而反抗，當地長官為了引華勒斯出現而殺害茉倫。失去愛妻的華勒斯揭竿起義，昔日村民也紛紛響應，華勒斯最後也以茉倫遇害的手法報復了英軍長官。
很快的，華勒斯便與村民組成了起義軍隊，並且陸續徵召響應的義士。他們先是闖入當地投靠英格蘭的貴族城堡內，並且燒毀城堡。隨著華勒斯的事蹟傳開，越來越多的民眾響應起義。而華勒斯的軍隊也是勢如破竹，先後贏得了多場戰役：包括史特靈橋之役打破了「步兵勝不了騎兵」的迷信，和攻下了英格蘭重要城市約克城。長腿愛德華察覺事態嚴重，親自率領更強的軍隊對付華勒斯，雙方在福柯克（Falkirk）交戰；然而華勒斯遭到聯合的蘇格蘭貴族背叛，在福柯克之役戰敗。
在福柯克之役失敗後，華勒斯開始採取躲藏的游擊戰對抗英軍，並且對於背叛的兩位蘇格蘭貴族採取報復行動。同時，長腿愛德華的媳婦伊莎貝拉公主被派為特使與華勒斯會面，伊莎貝拉多次協助華勒斯抵抗危險，兩人漸生情愫，伊莎貝拉甚至還懷了華勒斯的骨肉。隨後，蘇格蘭貴族要求與華勒斯會面，華勒斯相信貴族首領羅伯特·布魯斯因此獨自赴會，但不料被布魯斯的父親以及其他貴族出賣。華勒斯被捕，羅伯特·布魯斯也正式與父親決裂。
華勒斯受到英格蘭行政官審判，只要華勒斯承認叛國罪就可以減刑；華勒斯不從，聲稱他從未效忠長腿愛德華。在倫敦的審判廣場上，華勒斯遭受各種拷打、折磨仍不肯屈服；此時連倫敦的群眾也被華勒斯的勇氣所感動，紛紛大喊「審判長開恩」。華勒斯利用僅剩的最後一口氣大喊：「自由！」（Freedom!）在斬首前，華勒斯恍惚看到了茉倫在人群中對他微笑。而後，緊握在華勒斯手中的定情物也鬆落了。
在華勒斯被斬首後，受到華勒斯勇氣影響的羅伯特·布魯斯再次率領華勒斯的手下對抗英格蘭；這次，他們大喊著華勒斯的名字，並且在最後贏得了熱盼已久的自由。

## 角色
| 演員            | 角色             | 介紹 |
| --------------- | ---------------- | --- |
| 梅爾·吉勃遜     | 威廉·華勒斯      | 父親與哥哥起義被殺害後，由叔叔扶養長大，長大後返鄉與青梅竹馬成婚。在愛妻被奸污和殺害後，與村民聯手組織軍隊追求蘇格蘭的獨立。                                                                             |
| 凱薩琳·麥康梅   | 茉倫·麥蘭諾      | 華勒斯爱妻，因為为了维护自己贞操，反抗英軍士兵的奸污，而被處極刑，以此誘華勒斯出現。她的名字與史實上的瑪里昂·布萊芙 (Marion Braidfute)不同，主要是為了與羅賓漢故事中的瑪莉安小姐 (Maid Marian)有所區別。 |
| 蘇菲·瑪索       | 法蘭西的伊莎貝拉 | 法國公主，下嫁給英格蘭王子爱德华。由於婚姻不美滿，在聽聞了華勒斯的事蹟和親自會面後，深深被他的勇氣與氣魄所吸引。                                                                                         |
| 派屈克·麥古恩   | 愛德華一世       | 英格蘭國王，綽號「長腿」，因其對蘇格蘭的暴政得名。面對華勒斯的起义，采取全面鎮壓的手段。 |
| 安格斯·麥克菲恩 | 羅伯特·布魯斯    | 蘇格蘭貴族，父親欲極力將其鞏為國王，後受到華勒斯的勇氣激勵，率領蘇格蘭人贏得自由。 |
| 布蘭頓·葛利森   | 漢密希·坎貝爾    | 華勒斯的兒時好友，起義軍隊的重要人物之一，華勒斯的左右手。做事常不經思考，濫用武力。 |
| 大衛·歐哈拉     | 麥德·史蒂芬      | 華勒斯軍隊中的愛爾蘭自願軍，喜歡套用上帝之名並且聲稱愛爾蘭是他的島嶼，但是卻多次拯救了華勒斯的性命，成為華勒斯倚重的助手之一。                                                                           |

## 製作
最初梅爾·吉勃遜認為由他來飾演威廉·華勒斯恐怕太老了，他最初屬意男演員傑森·派翠克；不過，即便梅爾·吉勃遜親自飾演華勒斯，製作公司Icon Productions在預算上恐怕也有困難。華納兄弟則提供交換條件，若梅爾·吉勃遜能同意演出《致命武器》的續集，就可以提供預算；但是他拒絕了。派拉蒙影業只同意在北美地區發行，最後在海外方面則由二十世紀福斯代理發行。
主體拍攝於1994年6月6日開始，劇組花了6個星期在蘇格蘭拍攝。大多數戰爭場面是在愛爾蘭拍攝，並且用愛爾蘭陸軍後備軍充當臨時演員。整場戲最多用了1600名軍人，並且被允許蓄鬍和換下制服、穿上中世紀服裝。

## 與史不符
本片編劇兰德尔·华莱士受到了15世纪瞎子哈利的史诗《埃尔德斯利骑士，威廉·华勒斯爵士的行动和功绩》（The Acts and Deeds of Sir William Wallace, Knight of Elderslie）的启发，并以此为據撰写了该剧本，为了辯護他的剧本，兰德尔·华莱士说道：“瞎子亨利说的是历史嗎？我不知道。我只知道他說出了我的心里话。”現在並不認為瞎子亨利的诗符合史實。雖然電影中某些並不符合史實的事件（例如在电影开头的吊起苏格兰贵族的桥段），是取材自瞎子亨利的诗，但是電影也存在大量的情节既非历史也沒有出现在瞎子亨利的诗中（例如华勒斯与丽莎贝拉王妃的绯闻）。
伊丽莎白·尤恩認為《勇敢的心》幾乎完全不顧历史來换取故事的傳奇性。电影参考了苏格兰罗伯特·德·布鲁斯（Robert the Bruce）的历史和威廉·埃德蒙斯顿·艾顿（William Edmondstoune Aytoun）所写的诗《布鲁斯之心》（Heart of Bruce）。在电影中，Sir James the Good Douglas说：“Pass thee first, thou dauntless heart, As thou wert wont of yore!”，而事实上，他早在安达卢西亚的特巴战争中牺牲。这是该片众多失实中的一个。
莎朗·克罗撒说电影包含了大量的历史性错误，首先，华勒斯和他的同伴们所穿的格子花腰带并不準確。“当时的苏格兰人不穿格子花腰带。”此外，当苏格兰人开始穿时，“也不像电影所表现的那样奇异”，她将這失準比喻为“一部由美国殖民者拍摄穿着20世纪商业套装的被殖民者的电影，可惜夹克衫还穿反了。 事件不真实，时间不真实，人物不真实，名称不真实，道具不真实。简言之，什么都不真实。”格子花腰带直到16世纪才引进苏格兰。彼得·特拉奎尔这样评价华勒斯“一个多毛野蛮的苏格兰高地人，滑稽地涂着1000年前的蓝色染料，並穿著500年後的格子裙。" 
爱尔兰历史学家Seán Duffy这样评价：斯特灵桥之战本该在一座桥上发生。
在2009年，本片在由时代杂志评选的“最不符合历史的电影”排名上名列第二。
在电影的DVD版的音频评论中，梅尔·吉普森承认了众多失实，但他辯護身為導演做出的選擇，在电影中呈現事件的方式比起史实和神话更加引人注目。

### 初夜权
长腿爱德华，英格兰王，在电影中批准了初夜权，他允许中世纪的领主在新婚之夜带走他手下农奴的处女。持批评态度的中世纪学者认为这样的所谓权利只是個迷思，令人惊讶的是所有提出这种观点的人無法或不願找到任何可信的來源。

### 独立和占领
电影暗示苏格兰已经被英格兰占领过一段时间了，且至少从华勒斯幼儿时期开始占领，在福尔克之战中华勒斯对年轻的布鲁斯说：“我们会得到一个我们之前未曾获得的东西，属于我们自己的国家。”而事实上，苏格兰在华勒斯起义前一年被英格兰入侵，在亚历山大三世去世前，蘇格蘭是一个独立的国家。

### 威廉·华勒斯的形象
正如约翰·谢尔顿·劳伦斯和罗伯特·朱维特所说：「因为(威廉)华勒斯是苏格兰最重要的民族英雄之一，他生活在很遥远的过去，许多關於他的事可能只是傳說，但有一些历史学家也同意的事实」，苏格兰学者马特·埃瓦特總結如下：
華勒斯出身時是蘇格蘭的紳士階級，他父親在他18歲時去世，他母親則在他24歲時去世。他於27歲時，在殺死自己的妻子後殺死拉奈克的法官。1297年，他在史特靈率領一群平民成功地對抗英格蘭，短暫的成為蘇格蘭的領袖；但華勒斯作為軍事領導的名聲也在同一年敗壞，使得他辭去領袖一職。在被英格蘭人於格拉斯哥捕獲之前，他在法國流浪了數年，之後則因叛國罪被殘忍的處決。——Shelton Lawrence, John; Jewett, Robert，The Myth of the American Superhero. Grand Rapids, Michigan: Wm. B. Eerdmans. p. 163.
A·E·克里斯塔·卡尼茨对于历史上的威廉·华勒斯进一步写道：他是一个苏格兰贵族的小儿子，伴随他的是他的私人牧师和良好的教育，最终成为苏格兰王国的捍卫者，从事与汉堡城市吕贝克和汉堡的外交通信工作。她发现，在电影中。他作为较低级别贵族的身份被抹去，取而代之的是平民身份，并赋予他强烈的解放人民和土地的决心。
科林·麦克阿瑟写道，“勇敢的心”在历史事实上的民族主义出现之前，将华莱士构建为一种现代化的民族主义游击队领袖，在这个概念下，民族国家可以动员不同的阶级和利益。” 麦克阿瑟说华勒斯在Falkirk兵败后企图向爱德华一世请求减轻刑罚，并且招募那些愿意对他效忠的人，并处死不愿听命于他的人。卡尼茨认为，描写“缺乏阶级团结”和绞刑会影响华勒斯在电影中的形象，而将他描述成为一位为了初夜权而战斗的勇士是具有道德正确性的。

### 法国的伊莎贝拉的形象
在片中，法国的伊莎贝拉被描绘在福尔柯克之战后与华勒斯存在私情，她之后告诉爱德华一世他已经怀孕，暗示她的儿子——爱德华三世，是华勒斯的孩子。而事实上。伊莎贝拉在福尔柯克之战时才3岁，且生活在法国，直到爱德华二世继位，她也尚未与爱德华二世成婚，爱德华三世在华勒斯死亡之后7年才降生。
然而，这样的安排可能是受到了Sydney Goodsir Smith的戏剧《华勒斯：五战五胜》的影响，它让伊莎贝拉出现在了福尔柯克之战中，并称她渴望一位“真正的男人”。而在当时，派遣妇女进入战区以外交任务是不寻常的。

### 罗伯特·德·布鲁斯的形象
布鲁斯在苏格兰独立战争的早期，在苏格兰起义军英格兰人兩個陣營中換過數次，但是始终没有直接背叛华勒斯，他在福尔柯克之战中可能並未站在英格兰人這邊。（雖然这种说法出现在一些中世纪的资料中）后来，班诺克本战役不是一场自发的战斗，他已经在对抗英格兰的游击战争八年了。 在成为国王之前，他的头衔是卡里克的伯爵，而不是布鲁斯的伯爵。

### 长腿爱德华和爱德华王子的形象
历史上的爱德华一世是冷酷无情的，但是电影夸大了他的这种性格。爱德华喜欢诗歌和竖琴，对他的妻子卡斯蒂利亚的埃莉诺而言，他也是一位忠贞的丈夫。作为基督徒，他也時常布施貧苦。在电影中，他嘲笑伊莎贝拉在贿赂华勒斯无果后将财物施舍给了穷人的做法是不太可能的。此外，爱德华在华勒斯执行死刑的两年後在出征途中死去而不是在家裡的床上死去。
將爱德华二世描写成一位陰柔的同性恋，導致有人指控梅尔·吉普森是恐同性恋者。
|  | 我们砍掉了一个场景，真不幸。……你必須了解到这个角色（爱德华二世）的处境和伤痛……但是电影在这个场景戛然而止，这个故事应该怎样展开？ |

历史上的爱德华二世，雖然與两个女人生了5个孩子，但有謠传说他与男人有性关系，包括了Piers Gavesto。
吉普森為了將爱德华二世描述成軟弱無能而辯護:
|  | 我试图去回应历史，你可以举出其他例子——亚历山大大帝。这位征服了全世界的人，也是一位同性恋。电影不是关于亚历山大的，而是关于爱德华二世的。 |

作为对长腿爱德华谋杀王子的同性恋爱人飞利浦的辩解，吉普森称：“爱德华一世将这个角色扔出窗外，不是因為他是同性戀……他对他的儿子失望，对任何人失望。”吉普森称长腿爱德华杀死他儿子的同性恋爱人是因为他是一个精神病人。吉普森对于一些观众嘲笑這個謀殺場景。

### 华勒斯的军事战争
“来自下一个幽谷的麥克格雷戈”在拉纳克暴动后不久后加入华莱士是可疑的，因为格雷戈部落不確定在當時是否存在。當他們籨他們传统家鄉出現時是在Orchy峽谷，距离拉纳克尚有一些距离。
华勒斯确实赢得了斯特灵桥之战，但是它在《勇敢的心》被扭曲過度了，电影中没有出现桥，也没有出现安德魯·莫雷，苏格兰军队的领袖，他在这场战斗中受到了致命伤。之后华勒斯的確大规模袭击了英格兰，但是他没有走到约克郡那么远，也没有杀死长腿爱德华的侄子。（但瞎子亨利说的更夸张，他说华勒斯最远走到了南边的聖奧爾本斯，并且在女王与他会面后放弃进攻伦敦）爱德华的侄子布列塔尼的約翰确实参與了苏格兰独立戰爭，但不是死於约克的。
福尔柯克之战的英軍有徵召入伍的爱尔兰士兵沒有历史根據，該次戰役的英军中没有爱尔兰军队（虽然有很多是威尔士人），而且中世纪並無徵兵制（即便存在封建税）。
吉布森在电影中使用的双手长剑在这个时期没有广泛使用。单手的剑和盾会更符合历史。

## 外部連結
- 開眼電影網上《勇敢的心》的資料（繁體中文）
- 豆瓣电影上《勇敢的心》的資料 （简体中文）
- 时光网上《勇敢的心》的資料（简体中文）
- AllMovie上《勇敢的心》的资料（英文）
- 爛番茄上《勇敢的心》的資料（英文）
- Box Office Mojo上《勇敢的心》的資料（英文）
- Metacritic上《勇敢的心》的資料（英文）
- 互联网电影数据库（IMDb）上《勇敢的心》的资料（英文）

| 獎項                  | 獎項                  | 獎項                  |
| --------------------- | --------------------- | --------------------- |
| 上一届： 《阿甘正傳》 | 奧斯卡最佳影片 1995年 | 下一届： 《英倫情人》 |